# Huétor-Tájar
Huétor-Tájar é um município da Espanha na província de Granada, comunidade autónoma da Andaluzia, de área 40 km² com população de 9467 habitantes (2007) e densidade populacional de 233,5 hab/km².

## Demografia
- Evolução demográfica do município entre 1787 e 2006

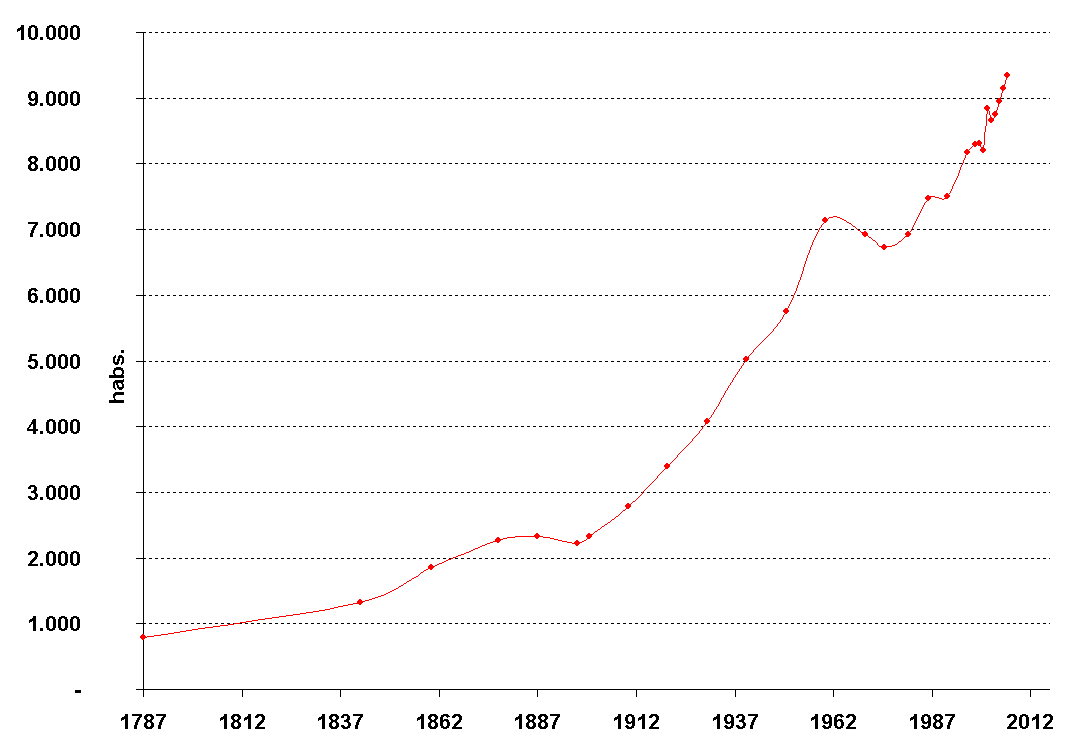
Evolução demográfica do município entre 1787 e 2006

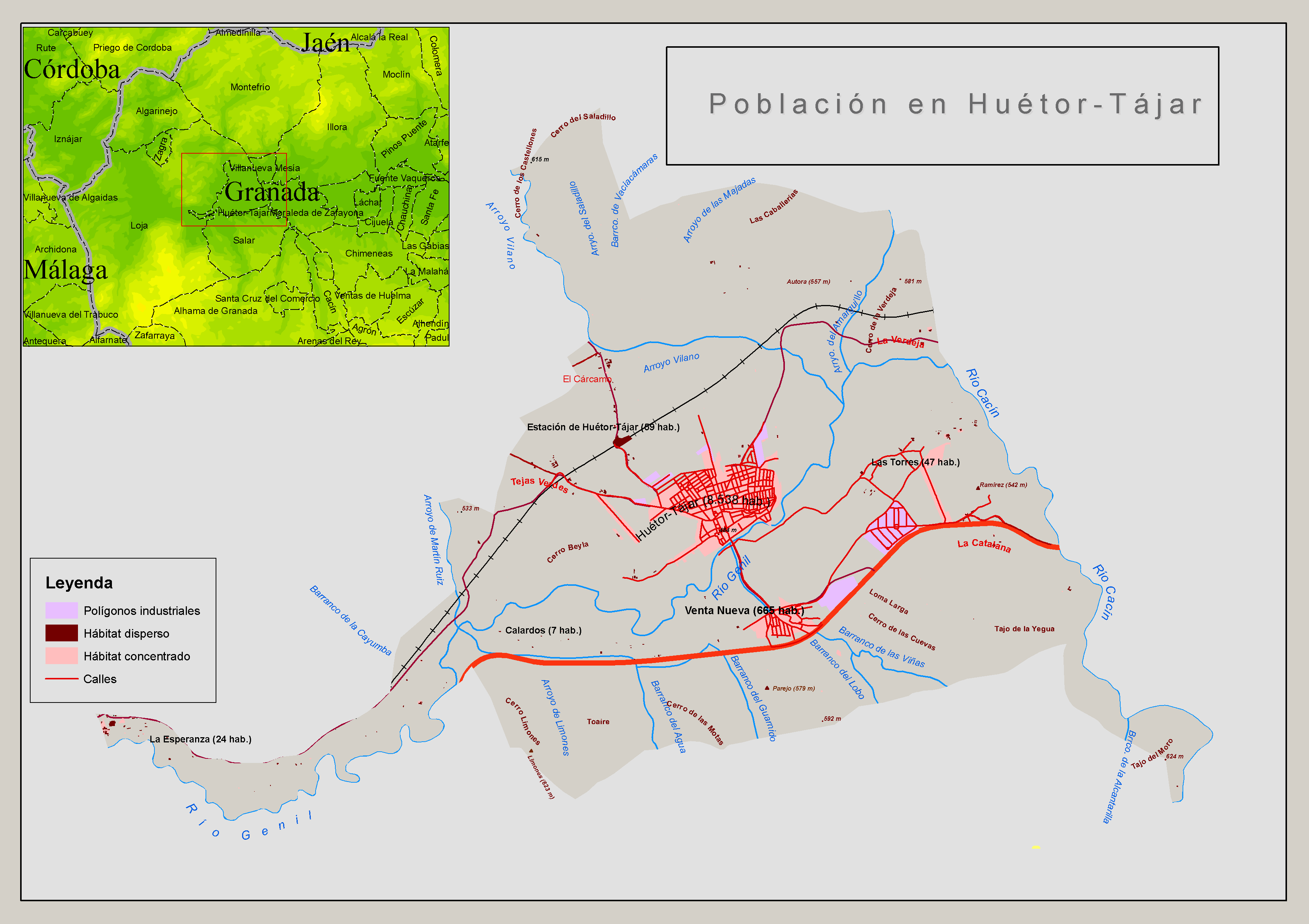

| 1787  | 1842  | 1860  | 1877  | 1887  | 1897  | 1900  | 1910  | 1920  | 1930  | 1940  | 1950  | 1960  | 1970  |
| 785   | 1.317 | 1.864 | 2.275 | 2.332 | 2.225 | 2.327 | 2.792 | 3.388 | 4.080 | 5.021 | 5.759 | 7.134 | 6.931 |
| 1975  | 1981  | 1986  | 1991  | 1996  | 1998  | 1999  | 2000  | 2001  | 2002  | 2003  | 2004  | 2005  | 2006  |
| 6.725 | 6.933 | 7.469 | 7.502 | 8.171 | 8.298 | 8.313 | 8.206 | 8.839 | 8.655 | 8.759 | 8.947 | 9.154 | 9.340 |